# You Make Me Want to Be a Man
You Make Me Want to Be a Man è il quarto singolo in lingua inglese della cantautrice Utada.

## Il brano
You Make Me Want to Be a Man è il quarto estratto dall'album Exodus, scritto e composto da Utada, la canzone è stata scritta per l'allora marito, Kazuaki Kiriya. Si tratta anche del suo debutto ufficiale in Inghilterra. Nel video, il cui regista è proprio Kazuaki Kiriya, è possibile ammirare una versione androide di Utada. Dai toni decisamente futuristici, proprio come la canzone, si presentava come una sorta di storia di Adamo ed Eva ambientata in un futuro in cui le macchine regnano sovrane. 
In un'intervista, la cantautrice, ha dichiarato di aver scritto la canzone in seguito ad alcune incomprensioni con l'ex marito e proprio durante questi litigi ha pensato "vorrei essere un uomo!". 
Il singolo è stato pubblicato in diverse versioni, sia digitali che analogiche. Esiste una versione promo destinata alle radio e le televisioni, con un DVD in cui è presente un'intervista e un video dal titolo "Introduction to Utada" in cui vengono ripercorsi i suoi successi in Asia e le vendite.
Sono stati fatti, inoltre, diversi remix del pezzo tra i quali spicca la collaborazione dei famosi Bloodshy & Avant e Tom Neville.

## Tracce
Versione CD
1. "You Make Me Want to Be a Man (Radio Edit)"
2. "You Make Me Want to Be a Man (Junior Jack Mix)"
3. "You Make Me Want to Be a Man (Bloodshy & Avant Mix)"
4. "You Make Me Want to Be a Man (Video)"

Versione CD+DVD Promo
CD
1. "You Make Me Want to Be a Man (Radio Edit)"
2. "You Make Me Want to Be a Man (Bloodshy & Avant Mix)"

DVD
1. "Introduction to Utada"
2. "You Make Me Want to Be a Man (Music Video)"

White Label Promo Vinyl Version
1. "You Make Me Want to Be a Man (Junior Jack Mix)"
2. "You Make Me Want to Be a Man (Junior Jack Dub)"
3. "You Make Me Want to Be a Man (Tom Neville Remix)"
4. "You Make Me Want to Be a Man (Tom Neville Dub)"
5. "You Make Me Want to Be a Man (Radio Edit)"

Promo Vinyl Version
1. "You Make Me Want to Be a Man (Tom Neville Mix)"
2. "You Make Me Want to Be a Man (Junior Jack Mix)"